# Universidad de Música y Danza de Colonia
}}
La Universidad de Música y Danza de Colonia, en alemán: Hochschule für Musik und Tanz Köln, es una universidad pública de música y danza, con sede en Colonia, Alemania, de las mayores de Europa.

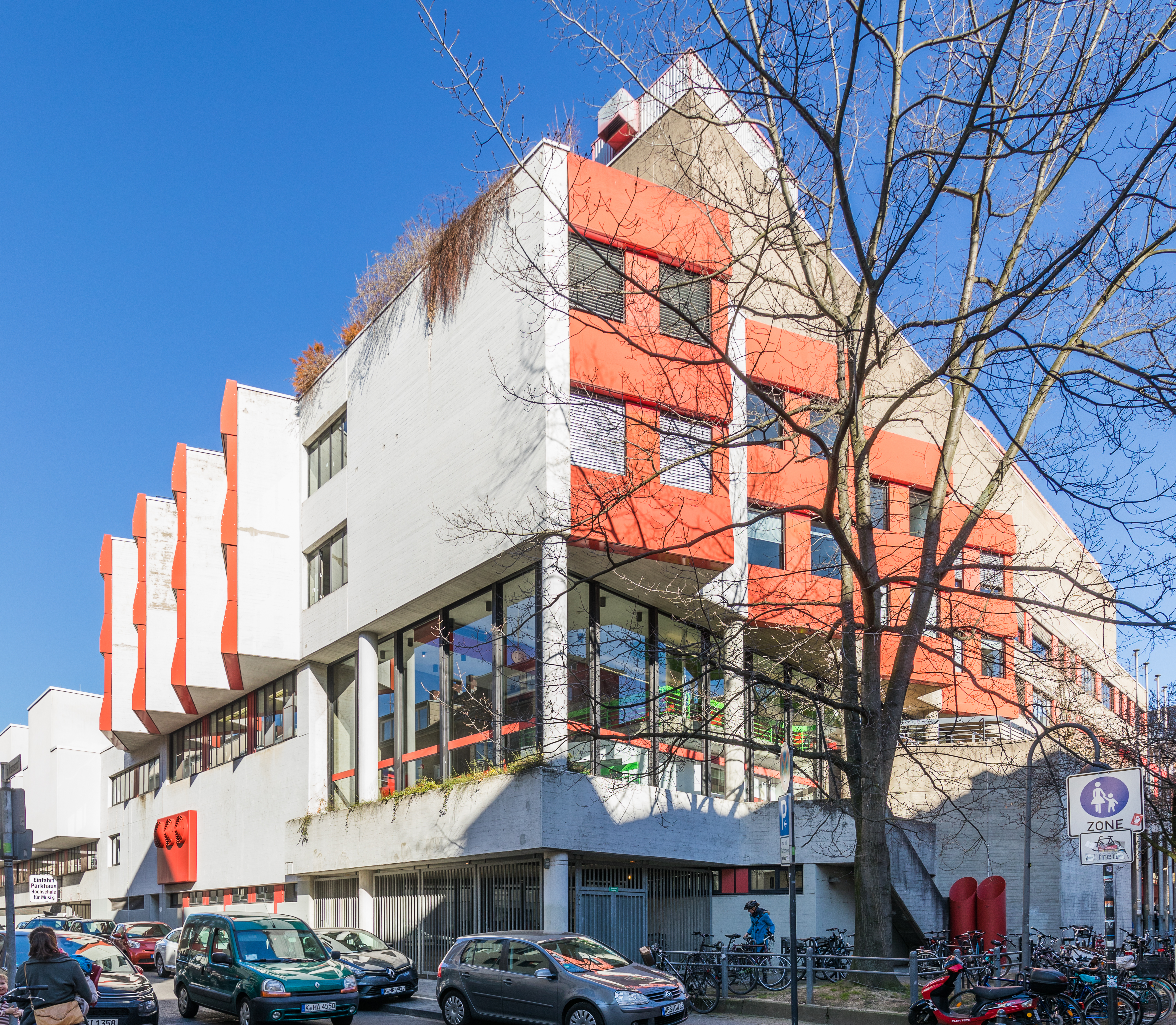
Musikhochschule Köln – Edificio de la Sede principal en Colonia, Dagobertstraße 38/Unter Krahnenbäumen 87

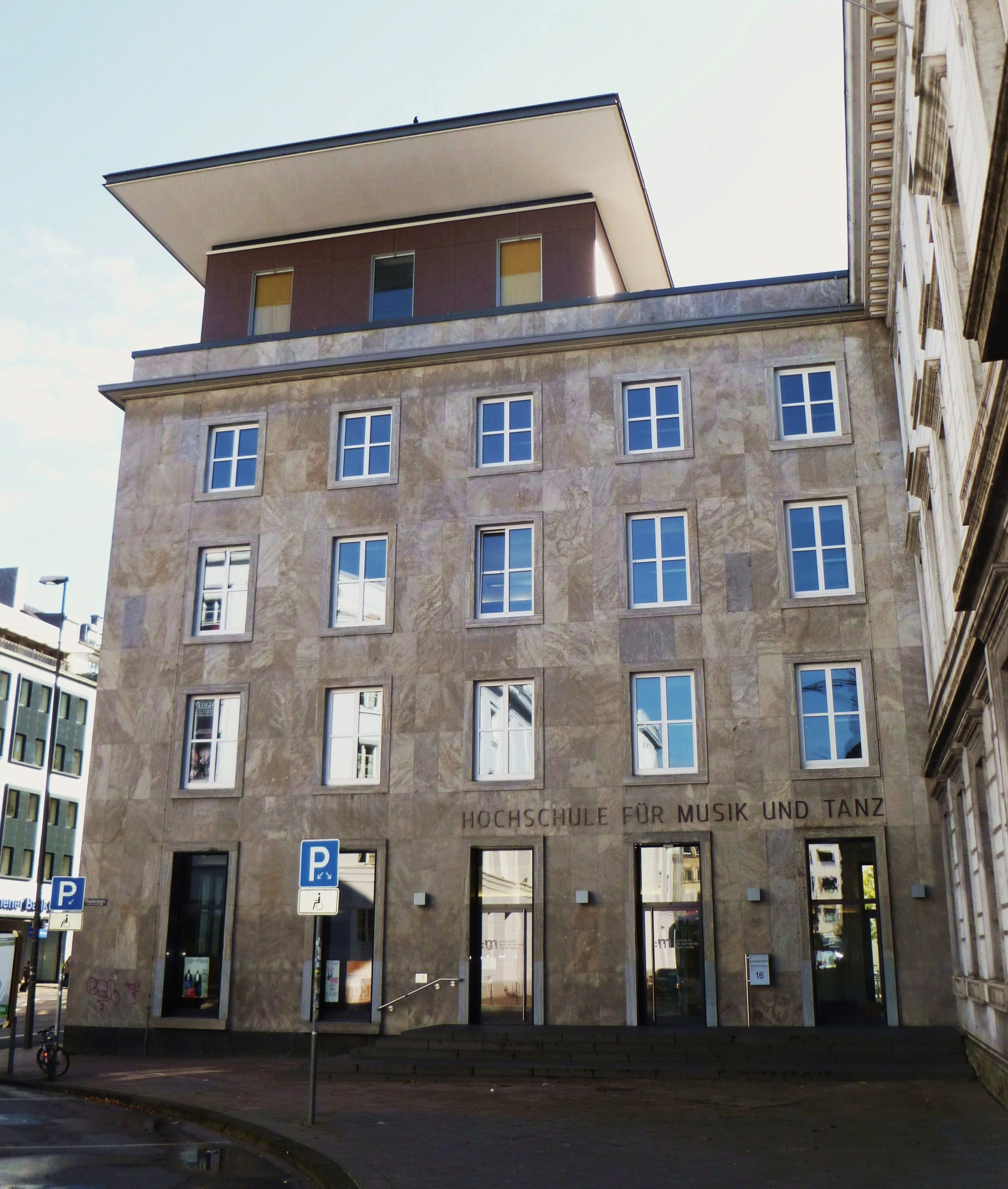
Sede de Aquisgrán

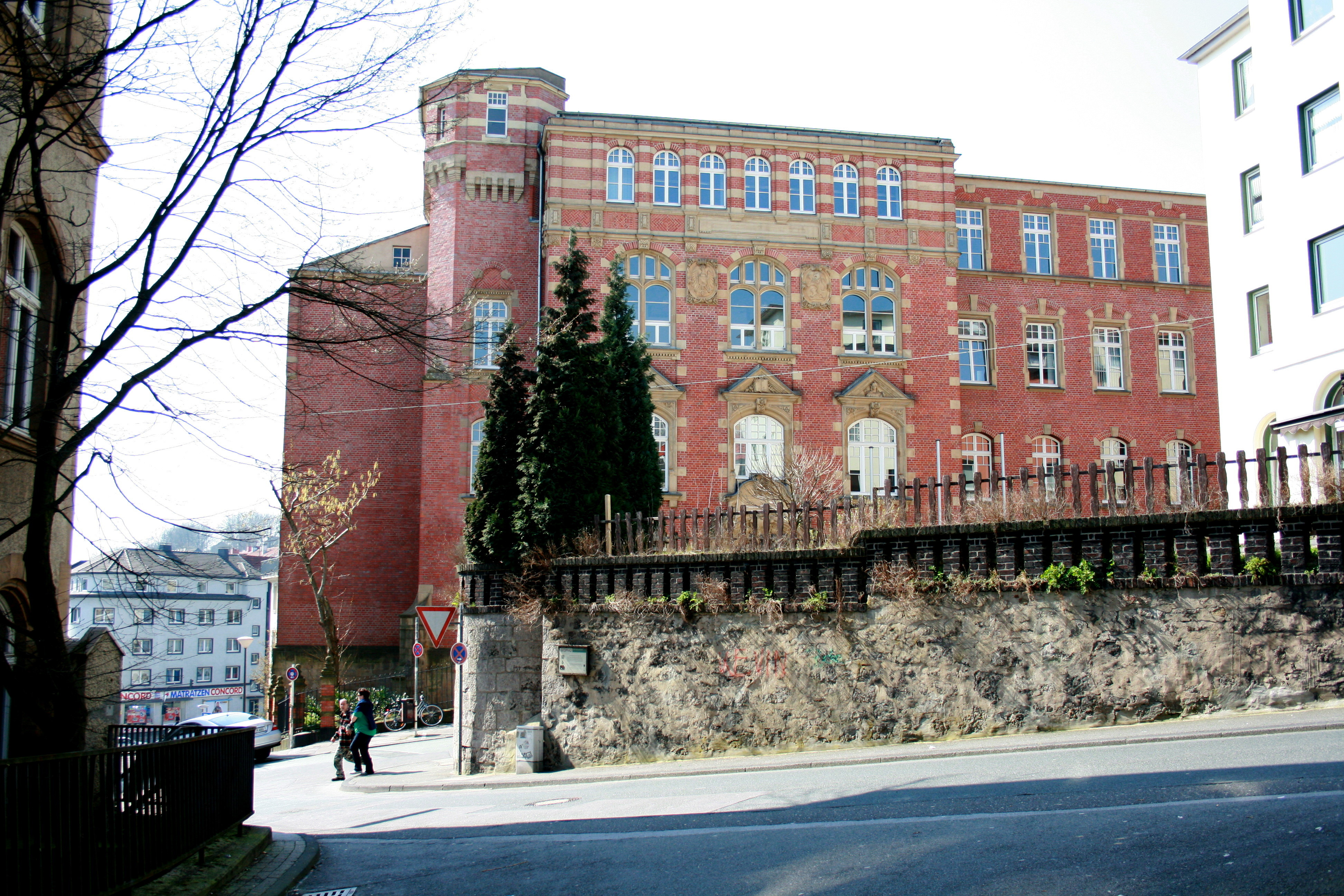
Sede de Wuppertal

## Historia
El Musikhochschule Köln es el segundo conservatorio más antiguo de Alemania tras el conservatorio de Würzburg (1804) y se creó en 1845 como la Rheinische Musikschule. Su fundador fue el compositor Heinrich Dorn, quien en 1843 asumió la dirección musical de la Kölner Schauspielhaus, en la Komödienstraße de Colonia, por un salario anual de 1000 táleros (thaler).  En 1845, junto con el violinista Franz Hartmann, fundó un "instituto musical para Colonia y la provincia del Rin", que se trasladó a una casa en Marienplatz, detrás de Santa María, en el Capitolio. En el momento de la fundación contaba con 9 alumnos, pero en 1849 su número se redujo a solo 3. En 1849 Heinrich Dorn pasó a trabajar en la Ópera de Berlín.  En su fiesta de despedida, el 4 de octubre de 1849, también interpretó el compositor Ferdinand von Hiller, a quien Dorn recomendó como su sucesor.
Ya con Hiller de director, el 4 de abril de 1850, el conservatorio inició una nueva etapa en Marienplatz, con 17 estudiantes para empezar. El pequeño número de estudiantes trasladó al alcalde Friedrich Wilhelm Graeff, el 23 de diciembre de 1850, un documento que pretendía dar publicidad a la música en la ciudad de Colonia. La expansión de la escuela requirió en 1859 su traslado a la Glockengasse 13-15. Desde entonces, la ciudad subvencionó la escuela con 1.500 marcos de oro. Aquí, ya con el nombre de "Conservatorio de Música en Coeln" (Conservatorium der Musik in Coeln), con personalidad jurídica propia desde 1861. La biblioteca de la universidad se construyó en 1872. En 1884, la escuela contaba con 152 estudiantes y 17 estudiantes más externos. El 18 de abril de 1873, la escuela se trasladó a un mejor local en la Wolfsstraße, 3.  En 1883, la junta escolar decidió comprar el edificio vecino,  Wolfsstraße 5. El 1 de octubre de 1884, Hiller cesa en su puesto por enfermedad. Falleció el 10 de mayo de 1885 y fue enterrado en el cementerio de Melaten. Durante su gobierno, pasaron por el conservatorio 1.382 estudiantes, entre ellos el compositor August von Othegraven (1881-1884), Engelbert Humperdinck (1872-1877) o Hugo Grüters (1867-1871).
En septiembre de 1884 Franz Wüllner asumió la dirección. Durante el período de Fritz Steinbach (1902-1914) se plantea la ampliación de la escuela porque el número de estudiantes alcanzaba ya los 824. El arquitecto Carl Moritz había diseñado un nuevo edificio pero la Primera Guerra Mundial, desatada en junio de 1914, impidió su construcción. El 1 de julio de 1914 Steinbach renunció a su cargo. La universidad tuvo que cerrar en 1923 debido a la inflación, pero se reabrió el 5 de octubre de 1925. Ese año, después de la introducción de un nuevo plan de estudio y reglamentos de examen, se ofrecía educación musical en la Rheinische Musikschule y se establecía un nuevo  conservatorio, el Staatliche Hochschule für Musik, que fue reconocido, tras Leipzig y Berlín, como la tercera universidad estatal de música. En 1945, la universidad quedó a cargo del land Renania del Norte-Westfalia. El edificio de la Wolfsstraße fue destruido por el bombardeo aliado sobre Colonia de 29 de junio de 1943. Así y todo, a pesar de las dificultades derivadas de la guerra, el conservatorio no fue cerrado y la enseñanza musical continuó..
Las escuelas de música reunidas se trasladaron, después de una ceremonia el 9 de mayo de 1946, al Palais Oppenheim, dañado por la guerra. El land se hizo cargo en 1968 del patrocinio para el conservatorio. En 1972 la escuela de música se organizó como asociación de la Staatliche Hochschule für Musik Rheinland y los conservatorios, previamente independientes, de Wuppertal y Aquisgrán. En el año 1977, la universidad pudo instalarse en su sede actual, el edificio de la Krahnenbäumen 87. Entre 1987 y 2009 se llamó Hochschule für Musik Köln, y hoy es la Hochschule für Musik und Tanz Köln.
La escuela tenía matriculados en 2012 a 1.188 alumnos en Colonia, 172 en Wuppertal y 145 en Aquisgrán (total: 1.505).

## Organización de Estudios

### Departamentos
- Departamento 1: Composición; Instrumentos de teclado; Educación sonora; Instrumentos pulsados, Instituto de Música Contemporánea; Composición electrónica.
- Departamento 2: Instrumentos de cuerda; Dirección de orquesta; Instituto de música antigua.
- Departamento 3: Instrumentos de viento; Percusión, Arpa.
- Departamento 4: Canto; Teatro musical.
- Departamento 5: Psicología; Pedagogía musical; Música religiosa; Dirección coral.
- Departamento 6: Jazz / Pop
- Centro de danza contemporánea

### Cursos
Desde el semestre de invierno 2008/09, se ofrecen los grados de Bachelor de Música, de Artes y Danza, de Educación en Música y Master en Música.
- Educación artística instrumental.
- Educación artística del canto.
- Dirección.
- Composición.
- Jazz; Música popular; Músicas del mundo.
- Danza.
- Música protestante y católica.
- Pedagogía musical.
- Aprender música.

## Alumnos destacados

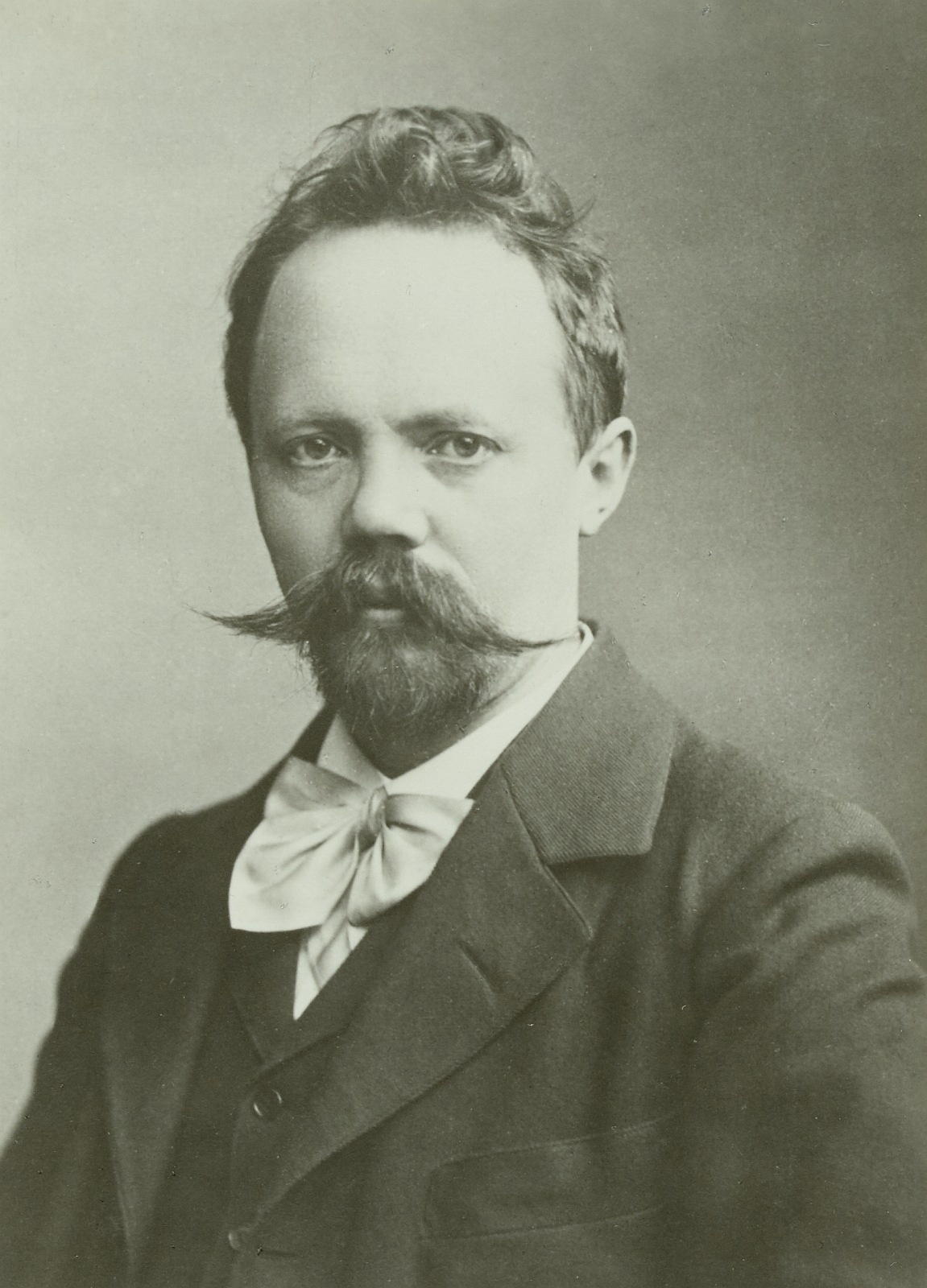
Engelbert Humperdinck, compositor alemán y alumno destacado de este conservatorio.

| - Theo Altmeyer - Jürg Baur - Heribert Beissel - Michael Denhoff - Oliver Drechsel - Juan Carlos Echeverry Bernal - Henry Fairs | - Reinhard Goebel - Bernhard Haas - Anja Harteros - York Höller - Friedrich Höricke - Engelbert Humperdinck - Akil Mark Koci | - Karlrobert Kreiten - Hellen Kwon - Jin Sang Lee - Thomas Lehn - Mesías Maiguashca - Harald Muenz - Luis Fernando Pérez | - Olga Scheps - Steffen Schleiermacher - Juan Maria Solare - Karlheinz Stockhausen - Eberhard Werdin - Bernd Alois Zimmermann |

## Profesores destacados
| - Pierre-Laurent Aimard - Alban-Berg-Quartett - Zakhar Bron - Marcus Creed - Oliver Drechsel - Pavel Gililov - Michael Hampe - José Luis Estellés | - Frans Helmerson - York Höller - Margareta Hürholz - Hans Ulrich Humpert - Friedemann Immer - Friedrich Jaecker - Konrad Junghänel | - Claus Kanngießer - Gotthard Kladetzky - Maria Kliegel - Georg Klütsch - Han-An Liu - Vassily Lobanov - Heinz Martin Lonquich | - Richard Mailänder - Ralph Manno - Mihaela Martin - Horst Meinardus - Eberhard Metternich - Edda Moser - Peter Neumann | - Prof. Michael Niesemann - Igor Ozim - Christoph Prégardien - Josef Protschka - Joachim Ullrich - Helmut Weinrebe - Robert Winn - Paul van Zelm |

## Profesores destacados (y ya retirados)
| - Hermann Abendroth - András Adorján - Amadeus-Quartett - Harald Banter - Jürg Baur - Erling Blöndal Bengtsson - Johann Eduard Franz Bölsche | - Walter Braunfels - Herbert Eimert - Clemens Ganz - Saschko Gavriloff - Klaus Germann - Vinko Globokar - Hans Werner Henze | - Günther Höller - Johannes Hömberg - Philipp Jarnach - Mauricio Kagel - Karl Kaufhold - Alfons Kontarsky - Aloys Kontarsky | - Rainer Linke - Josef Metternich - Krzysztof Meyer - Franz Müller-Heuser - August von Othegraven - Siegfried Palm - Karl Hermann Pillney | - Max Rostal - Heinrich Schiff - Hermann Schroeder - Karlheinz Stockhausen - Jiggs Whigham - Bernd Alois Zimmermann |